# Jaak Uudmäe

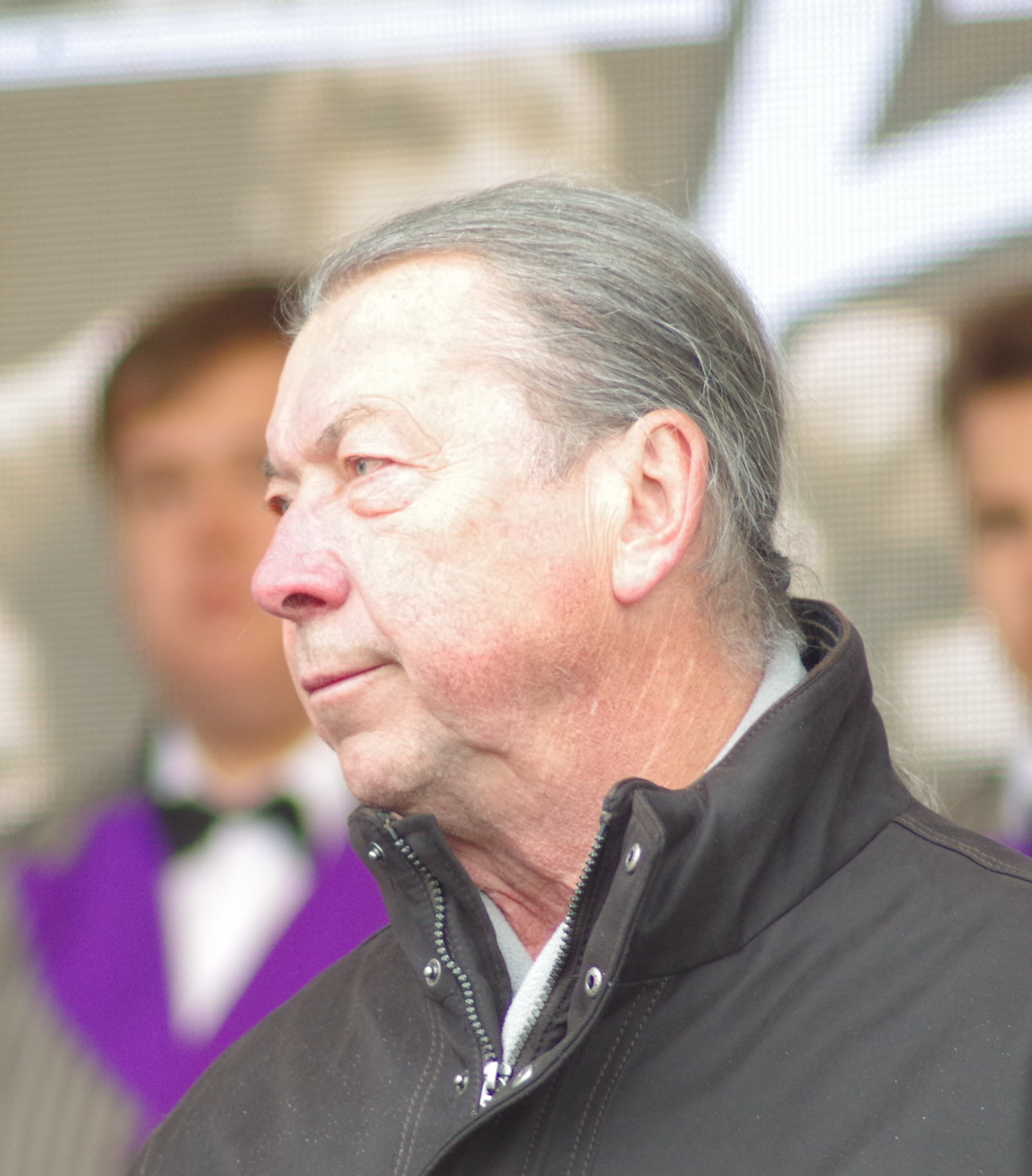
Jaak Uudmäe (2018)

Jaak Uudmäe (* 3. September 1954 in Tallinn) ist ein ehemaliger sowjetischer Leichtathlet estnischer Herkunft.

## Karriere
Uudmäe fiel erstmals bei der Sommer-Universiade 1979 international bei Stadionwettbewerben auf, als er im Dreisprung die Silbermedaille erringen konnte. In Erinnerung geblieben ist er als der Dreispringer, der bei den Olympischen Spielen 1980 in Moskau durch seinen Sieg seinen Mannschaftskollegen Wiktor Sanejew daran hinderte, zum vierten Mal in Folge Olympiasieger zu werden. Mit der persönlichen Bestleistung von 17,35 m sprang Uudmäe bei seinem Olympiasieg immerhin fast so weit, wie Sanejew bei dessen Olympiasieg 1968 in der Höhe von Mexiko-Stadt.
Außerdem gewann er drei Medaillen bei den Halleneuropameisterschaften. 1977 in San Sebastián errang er Silber mit 16,46 m hinter Sanejew mit 16,65 m. 1979 in Wien gewann Uudmäe Bronze mit 16,91 m hinter seinen beiden sowjetischen Mannschaftskameraden Gennadi Waljukewitsch (17,02 m) und Anatoli Piskulin (16,97 m). 1980 in Sindelfingen gewann er mit 16,51 Silber hinter dem Ungarn Béla Bakosi mit 16,86 m. 1983 in Budapest wurde Uudmäe mit 16,56 m noch einmal Fünfter bei den Halleneuropameisterschaften.
1979 und 1980 wurde Jaak Uudmäe zum Sportler des Jahres in der Estnischen SSR gekürt. Er ist 1,90 m groß und wog in seiner aktiven Zeit 73 kg.

## Sonstiges
Sein Sohn Jaanus Uudmäe (* 24. Dezember 1980) ist ebenfalls Leichtathlet und hat Estland international mehrfach im Dreisprung vertreten.